# Anders Bastiansen
Anders Bastiansen (* 31. Oktober 1980 in Oslo) ist ein norwegischer Eishockeyspieler, der seit 2014 bei den EC Graz 99ers in der Österreichischen Eishockeyliga (EBEL) unter Vertrag steht.

## Karriere
Anders Bastiansen begann seine Karriere als Eishockeyspieler in seiner norwegischen Heimat bei den Frisk Tigers, für die er von 1996 bis 2004 in der GET-ligaen aktiv war und 2002 Norwegischer Meister wurde. Anschließend wechselte er zum IFK Arboga in die HockeyAllsvenskan, die zweite schwedische Liga. Die Saison 2005/06 begann der Linksschütze bei deren Ligarivalen Almtuna IS, jedoch wurde er nach nur 13 Spielen an den Mora IK abgegeben, für den er die folgenden zweieinhalb Spielzeiten in der Elitserien auf dem Eis stand. Vor der Saison 2008/09 erhielt der Norweger einen Vertrag bei Färjestad BK, mit dem er in dieser Spielzeit erstmals in seiner Laufbahn den schwedischen Meistertitel gewann. Diesen Erfolg konnte er in der Saison 2010/11 mit seiner Mannschaft wiederholen. Als wertvollster Spieler in den Playoffs hatte er maßgeblichen Anteil am zweiten Titelgewinn mit dem FBK.

### International
Für Norwegen nahm Bastiansen im Juniorenbereich an den U20-Junioren-B-Weltmeisterschaften 1999 und 2000 teil. Im Seniorenbereich stand er im Aufgebot seines Landes bei der B-Weltmeisterschaft 2005 sowie bei den A-Weltmeisterschaften 2006, 2007, 2008, 2009, 2010 und 2011 sowie bei den Olympischen Winterspielen 2010 in Vancouver.

## Erfolge und Auszeichnungen
- 2002 Norwegischer Meister mit den Frisk Tigers
- 2002 Gullpucken
- 2007 Gullpucken
- 2009 Schwedischer Meister mit Färjestad BK
- 2011 Schwedischer Meister mit Färjestad BK
- 2011 Wertvollster Spieler der Elitserien-Playoffs

### International
- 2005 Aufstieg in die Top-Division bei der Weltmeisterschaft der Division I
- 2005 Beste Plus/Minus-Bilanz der Weltmeisterschaft der Division I, Gruppe A

## Elitserien-Statistik
(Stand: Ende der Saison 2010/11)